# TeenNick
A TeenNick egy amerikai fizetős televíziós csatorna, a Nickelodeon társcsatornája, amely a ViacomCBS részlege. A csatorna elsősorban a 13–19 éves tinédzserek számára készült, és főleg a Nickelodeon által készített sorozatok és különlegességek, játékfilmek, valamint az eredetileg tizenéves és fiatal tinédzserek számára szervezett műsorok második sorozatát tartalmazza.

## Története
A csatorna egyik eredete a TEENick műsorblokk volt, amely 2001. március 4-én indult és 2009. február 1-ig sugárzott az amerikai Nickelodeonon. A másik a The N, mely 2002. április 1-től 2009. szeptember 28-ig sugárzott a Nogginnal osztott adásidőben. A TeenNick neve a TEENick műsorblokkból származik.
2011 óta látható a csatornán a NickRewind című műsorblokk, amely a Nickelodeon klasszikus műsoraiból áll.
2015 februárjától a TeenNick hozzávetőlegesen 72,3 millió fizetős televíziós háztartás számára elérhető (a televízióval rendelkező háztartások 62,1%-a) az Egyesült Államokban. 2019-ben új arculatot kapott.

## Nemzeti változatok
2020 november 12-én a Cseh Rádió és Televízió Tanács (RRTV) 12 éves engedélyt adott a prágai központú ViacomCBS Networks international Czech s.r.o. számára a TeenNick csatorna elindítására Csehországban, Szlovákiában, Albániában, Bosznia-Hercegovinában, Bulgáriában, Montenegróban, Észtországban, Horvátországban, Koszovóban, Litvániában, Lettországban, Magyarországon, Lengyelországban, Portugáliában, Észak-Macedóniában, Szlovéniában, Szerbiában és Spanyolországban.

### Létező nemzeti adásváltozatok
Latin-Amerika – 2020. szeptember 14-én indult a Nick 2 helyett.
Arábia – 2017. április 15-én indult.
Izrael – 2017. március 20-án indult. 
Vietnam – 2018. szeptember 28-án egy TeenNick blokkot indítottak a HTV3-on. 
Magyarország – 2021. január 12-én indult. Az adásváltozat a francia változatra épül. (2020. október 20-án jelentette be a ViacomCBS a Big Picture konferencián, hogy a megszűnő RTL Spike csatorna helyén indítják.)
Románia – 2021. január 12-én, a magyar változattal együtt indult, a Paramount Channel helyett.
Lengyelország - 2021. szeptember 1-jén indult.

#### Megszűnt nemzeti adásváltozatok
Egyesült Királyság és Írország – 2009-ben indult műsorblokként a Nickelodeonon. 2010. július 30-án megszűnt.
Hollandia és Flandria – 2011. február 14-én indult műsorblokként a Nickelodeonon. 2015. szeptember 30-án megszűnt. Helyét a Spike vette át, amely Hollandiában 2016. december 12-én 24 órás sugárzásra tért át.
India – 2012. november 21-én indult műsorblokként a Nick Jr.-on. 2017. február 1-jén megszűnt.
Olaszország – 2015. december 4-én indult és 2020. május 2-án szűnt meg.
Görögország – 2020. március 15-én indult a RISE TV műsorblokkjaként. 2022. július 15-én megszűnt a programblokk és a RISE TV visszaállt a 24 órás sugárzásra.
Franciaország – 2014. november 19-én indult Nickelodeon 4Teen néven, 2017. augusztus 26-án Nickelodeon Teenre nevezték át. 2025. július 15-én megszűnt. A csatorna helyét a Nickelodeon Toon, a Nicktoons francia változata vette át.